# Maison des Rochers de Graufthal
La maison des Rochers se situe dans le hameau de Graufthal, sur la commune de Eschbourg, dans le département du Bas-Rhin. Il s'agit de trois habitations des rochers semi-troglodytiques habitées jusqu'en 1958, restaurées et aménagées par du mobilier et une mise en ambiance autour des légendes qui lui sont liées. Elle fait l'objet d'une inscription au titre des monuments historiques depuis le 20 décembre 1988.
Aujourd'hui, elles sont entretenues par une association consacrée à leur mise en valeur, et sont visitables. Elles sont intégrées à une falaise de grès rose.

## Histoire
Selon les archéologues Robert Forrer et Charles Spindler, qui ont fouillé les lieux en 1899, les premières grottes ont été aménagées dans les rochers de Graufthal au Moyen Âge. Elles étaient alors délimitées par de simples poteaux de bois plantés dans le sol, et dont les trous ont subsisté plusieurs siècles. Elles servaient de grenier, avant d'être transformées en logements de fortune au XVIIe siècle puis en maisons d'habitation au XVIIIe siècle. L'une des portes des actuelles maisons troglodytes est datée de 1760.
Les maisons ont accueilli trois familles au XXe siècle : la famille Weber, la famille Wagner et la famille Ottermann. La famille Wagner fut la première à quitter les lieux après le décès de Joséphine Wagner. Le premier étage de la famille Weber s'écroula en 1931 et sa propriétaire mourut peu de temps après. Les deux sœurs Ottermann, Madeleine et Catherine, restèrent. Madeleine mourut en 1947, à 89 ans, et Catherine, dite « Felsekaeth », soit “Cathy des rochers” en dialecte alsacien, fut la dernière habitante des maisons troglodytes jusqu'à sa mort en 1958. Elle racontait aux touristes que sa maison avait hébergé jusqu’à dix-huit occupants en même temps, la cuisine étant commune à deux habitations. 

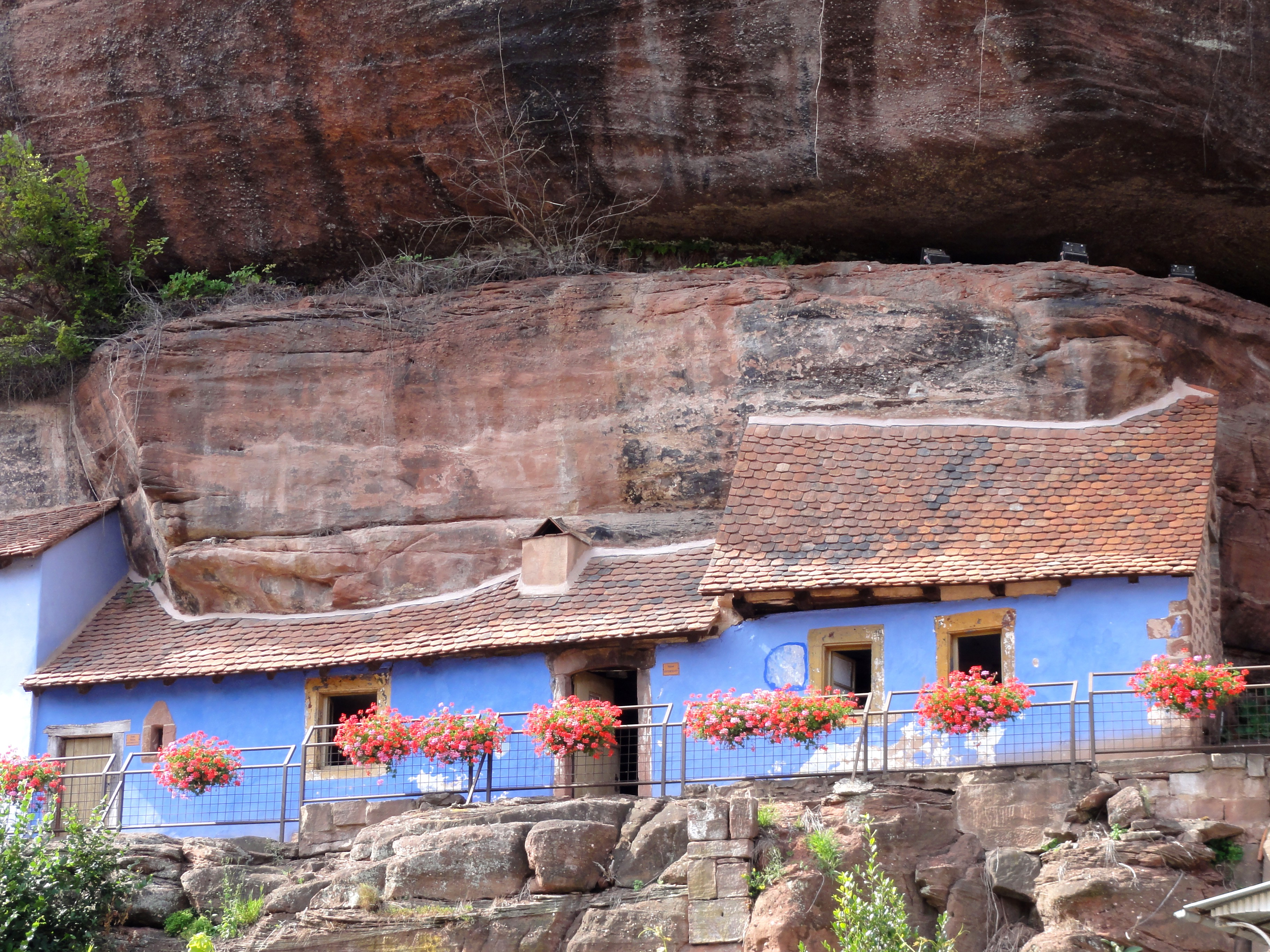
Maison des Rochers de Graufthal.
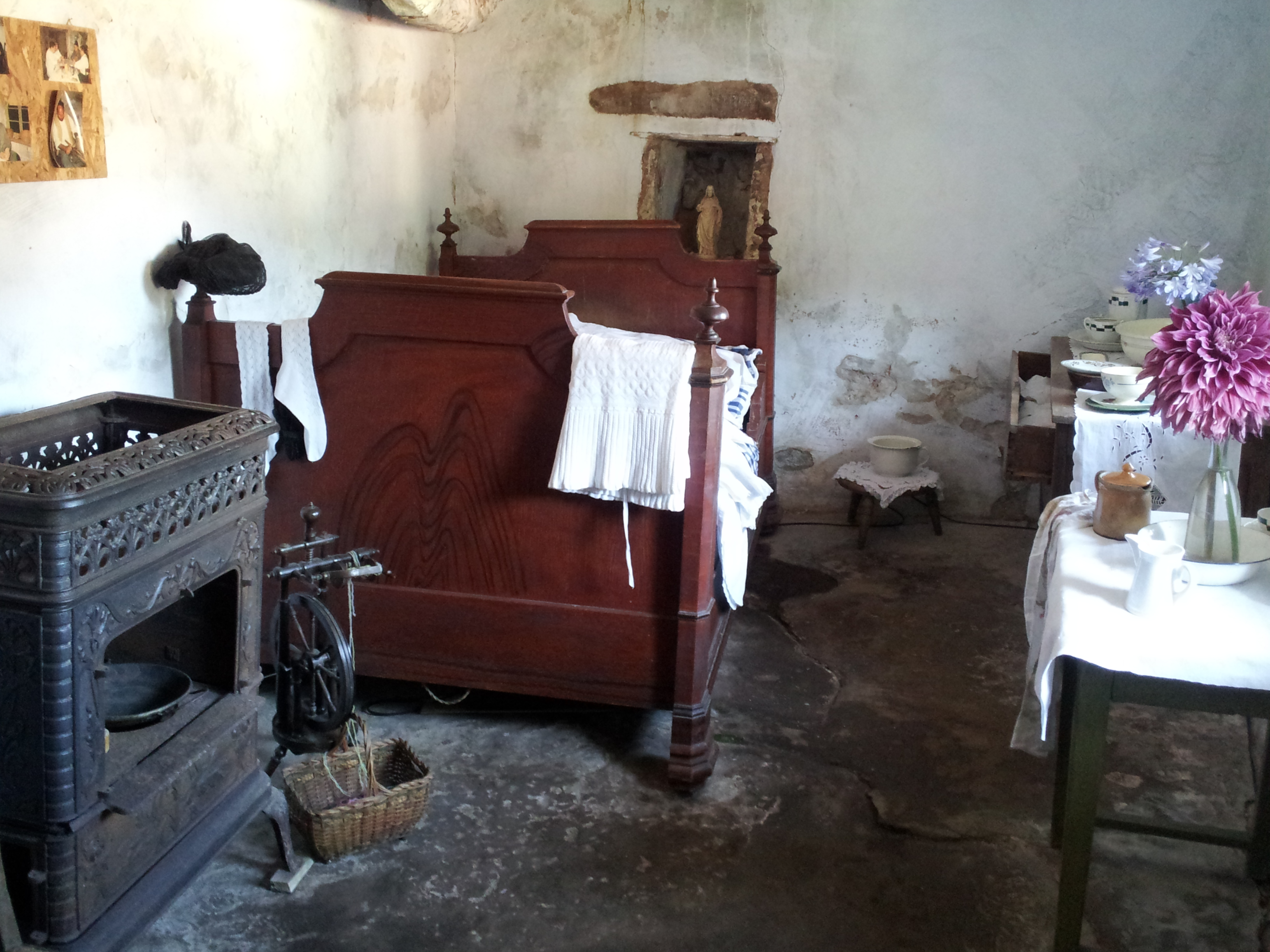
Chambre de Catherine Ottermann.
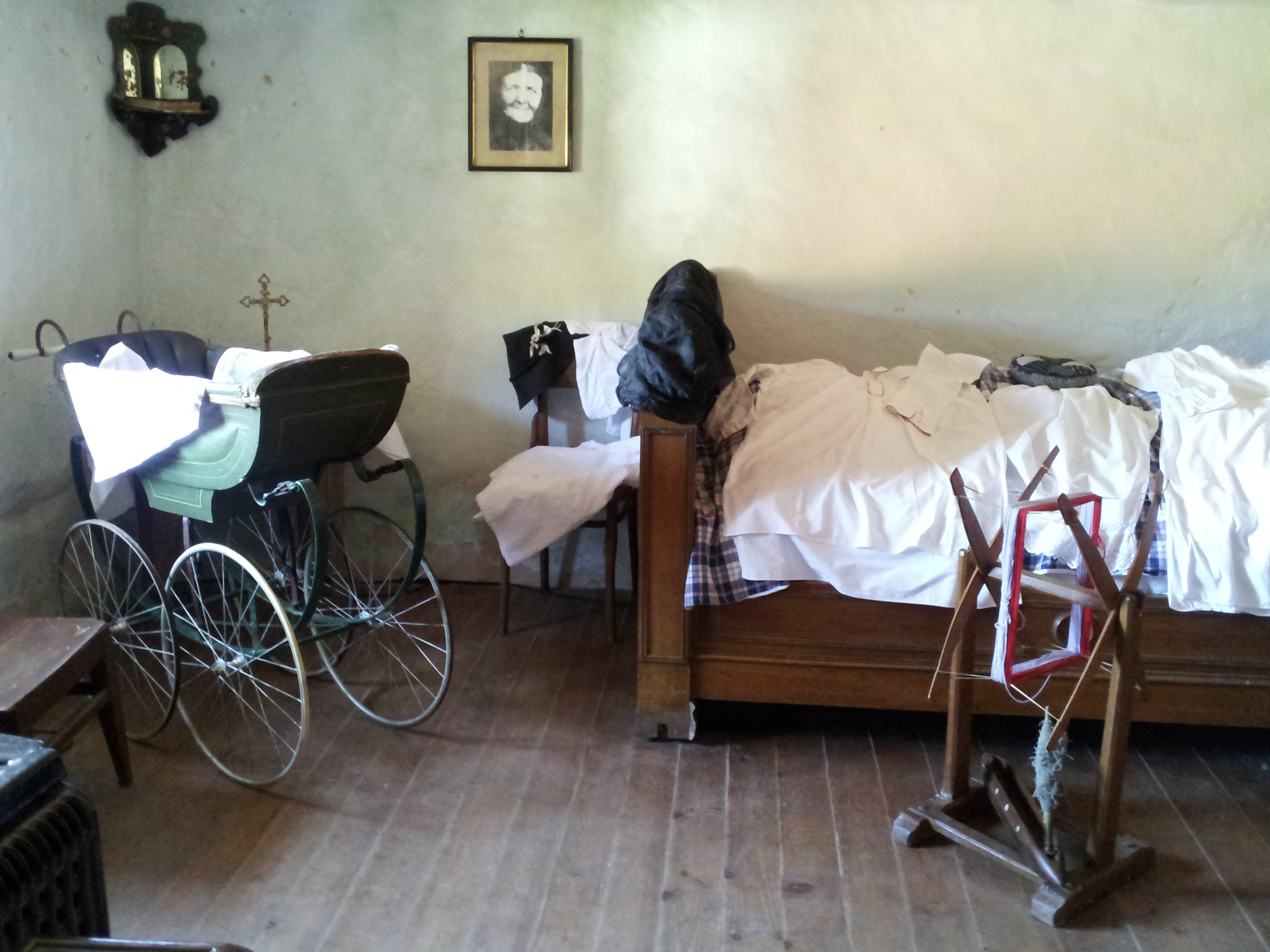
Chambre.
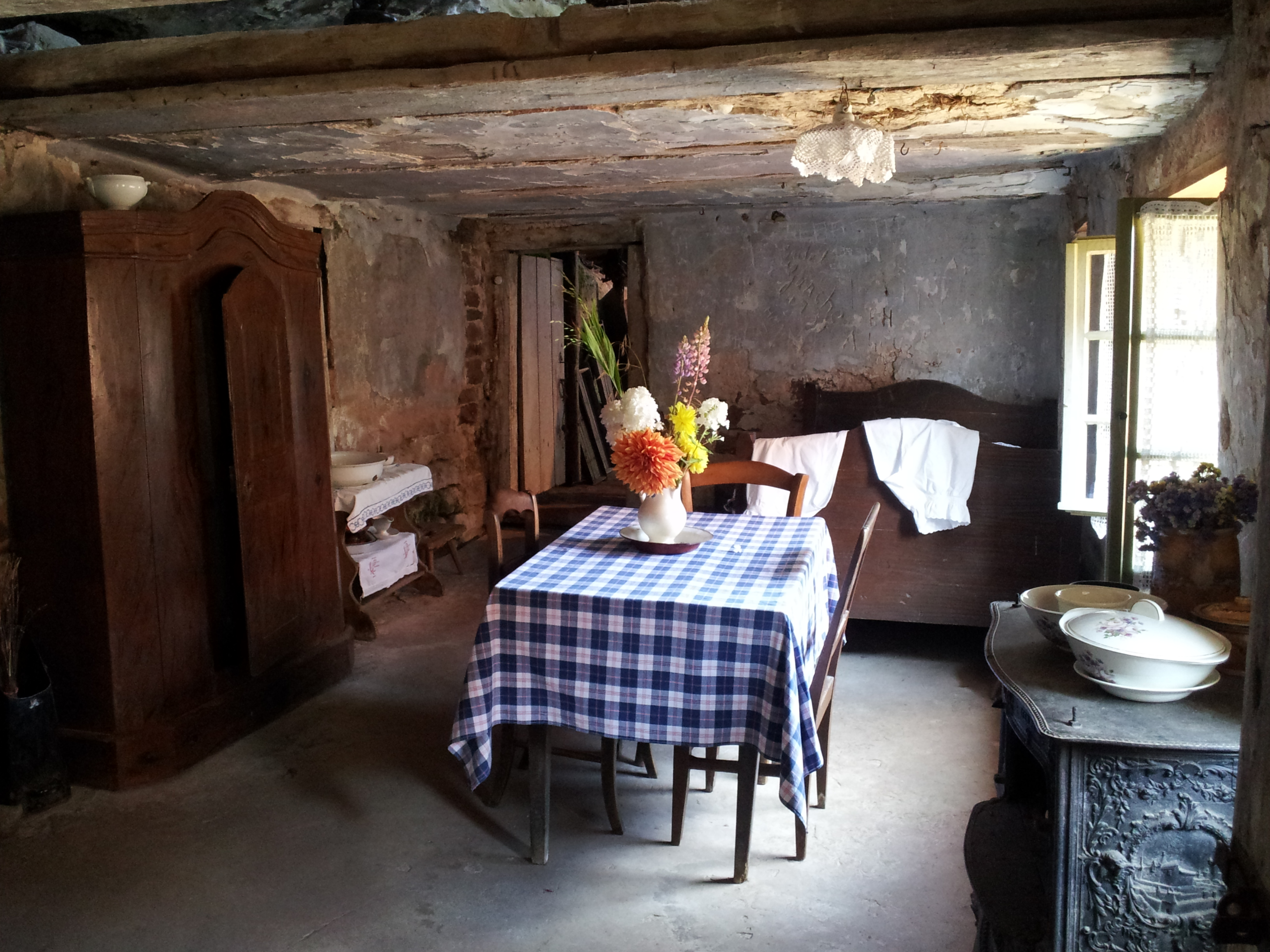
Stub (pièce à vivre) de la famille Weber.